# 希尔中学
希尔中学 （英文：The Hill School, a.k.a. The Hill） 是一所美国的大学预科学校，还设有PG年级。希尔中学是十校联盟盟校之一。
学校于1851年建立，位于宾夕法尼亚州Pottstown，距离费城35英里。
2007年，希尔中学的财政接收捐款总额达到了一亿四千五百万美元。校友子女（Legacy Student）占到三分之一。

## 历史
学校于1851年由Matthew Meigs建立。在美国内战结束后，学校选择邦联灰和联邦蓝作为学校的校色，寓意为国家的重新统一。学校学生曾加入南北两方的军队。
1998年改成男女合校以前，学校只拥有500名左右男生。2005年，男女学生比例为3:2。

## 学校传统
- 和大多数寄宿中学不同的是，希尔中学还保持着要求学生着正装的传统，并且要求学生每周参加两次非宗教性的教堂礼拜。

- 学校仍然沿用着英国对学校不同年级学生的称呼。

## 著名校友
- 约翰·巴科斯 '42。美国计算机科学家，是全世界第一套高阶语言（High-level Language）FORTRAN的发明小组组长。
- 詹姆斯·贝克 III '48. 美国政治家，曾任美国白宫办公厅主任、美国财政部长和美国国务卿。

## 校长
- Zachary Lehman, 2011-
- David R. Dougherty, 1993- 2011
- Charles C. Watson, 1973-1993
- Archibald R. Montgomery, 1968-1973
- Edward (Ned) T. Hall, 1952-1968
- James Wendell, 1928-1952
- Boyd Edwards, 1922-1928
- Dwight R. Meigs, 1914-1922
- Alfred G. Rolfe, 1911-1914
- John Meigs, 1876-1911
- Matthew Meigs, 1851-1876

## 其他链接
- The Hill School （页面存档备份，存于）
- Boarding School Review （页面存档备份，存于）
- National Center for Education Statistics data for the Hill School （页面存档备份，存于）